# Severin von Jaroszynski

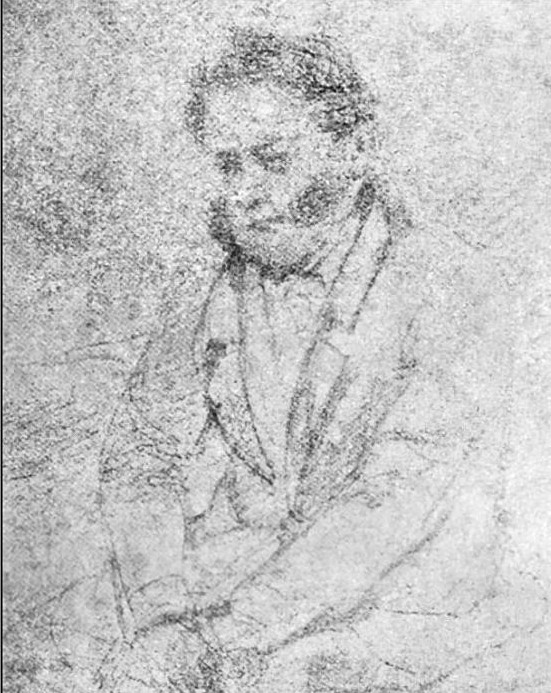
Severin von Jaroszynski

Severin von Jaroszynski (* 20. Dezember 1789S. 20; † 30. August 1827 in Wien) war ein polnischer Adliger, der wegen Raubmordes an Johann Conrad Blank hingerichtet wurde.

## Leben

### Jugend
Severin von Jaroszynski stammte aus der wohlhabenden Familie Jaroszynski. Er wurde auf einem der Güter seiner Eltern in Podolien geboren, das nach den Polnischen Teilungen von 1793 bzw. 1795 Teil des Gouvernement Podolien innerhalb des russischen Reiches geworden war.
Bis zu seinem dreizehnten Lebensjahr lebte er im Elternhaus, dann etwa fünf Jahre in einem Warschauer Pensionat und kam mit etwa 18 Jahren nach Wien, wo ihn die renommierte Bildungsstätte Pleban weitere viereinhalb Jahre aufnahm. Seine Lehrstunden erhielt er auf seinem Zimmer unter anderem durch die Professoren Conrad Blank (Mathematik) und Johann Schindler (Malerei). Der sprachbegabte Jaroszynski lernte auch Französisch und Italienisch.S. 20

### Karriere
Severin kehrte mit etwa 23 Jahren nach Hause zurück, wo bald darauf sein Vater starb. Severin und sein Bruder erhielten mit einem Teil der elterlichen Güter eine gute Versorgung. Zwei Jahre nach dem Tod des Vaters heiratete er. Jaroszynski wurde Vater von insgesamt drei Kindern. Er bekleidete die Stelle eines Kreismarschalls von Mohilov in Polen. Jaroszynski war Ritter des Annen- und Malteserordens.S. 20

### Krise
Trotz finanziell offenbar guter Ausstattung und politischer Karriere muss Jaroszynski weit über seine Verhältnisse gelebt haben. Er hatte hohe Schulden von über einer Million polnischer Gulden, deren Rückzahlung sein Bruder übernommen hatte. Nach einem Bericht des podolischen Vizegouverneurs an den Zarewitsch vom 8. Juni 1827 betrug sein Schuldenstand mindestens 290.000 Rubel. Auch in der Amtskasse, die er als Kreismarschall von Mohilov zu verwalten hatte, fehlte eine beträchtlich Summe.S. 20
Jaroszynski lebte bald von Frau und Familie getrennt.

### Flucht nach Wien
Im Juni 1826 kam er wieder nach Wien, angeblich um die Bäder in Baden bei Wien zu besuchen. Tatsächlich setzte er sein verschwenderisches Leben fort, legte sich einen falschen Grafentitel zu und verschaffte sich mit kostspieligen Einladungen Zutritt zu der Wiener Gesellschaft. Seine Visitenkarte trug die Bezeichnung „Le Comte Sévérin Jaroszynsky, Marechal de Mohilev, etc.“ Die Damenwelt konnte er mit erfundenen militärischen Titeln, angeblich vom Zaren persönlich erhaltenen Orden und seinem weltmännischen Auftreten beeindrucken, während ihn Zeitgenossen, wie der Theatermann Ferdinand Raimund auch skeptisch betrachteten („… Hab ich Dir nicht gesagt, daß der Windbeutel von weit her kommt, aber nicht weit her ist …“)S. 86/87
Nachdem sein mitgebrachtes Barvermögen in wenigen Monaten aufgebraucht war und seine Hoffnungen auf hohe Spielgewinne sich nicht erfüllten, befand sich Jaroszynski durch Schulden und Verpfändungen bald wieder in höchster Geldverlegenheit. Aufforderungen seiner Regierung zur amtlichen Rechnungslegung versuchte er zu unterlaufen, indem er nach Ablauf seines Urlaubs Krankheit vorschützte. Schließlich beorderte ihn der in Warschau residierende Großfürst Konstantin über die russische Botschaft in Wien zwangsweise nach Hause zurück.S. 20
In dieser aus seiner Sicht ausweglosen Situation beschloss Jaroszynski, seine Probleme durch ein Kapitalverbrechen zu lösen.

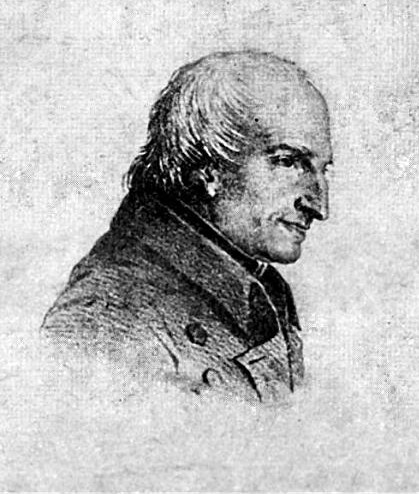
Opfer Johann Conrad Blank

### Mord an Blank
Jaroszynski erinnerte sich an Professor Conrad Blank, der ihn zwölf Jahre zuvor in Mathematik unterrichtet hatte. Er nahm an, dass dieser Gold- und Silberwerte besaß,S. 24 erfuhr aber bei seinen ersten Kontakten von Blank, dass der für sein Alter mit Bankaktien und Schuldverschreibungen vorgesorgt und sie sicherheitshalber bei einem Freund deponiert hatte.
Er nutzte das Vertrauen des fast 70-Jährigen aus und bat ihn um Hilfe. Angeblich wollte er ebenfalls solche Wertpapiere erwerben und befürchtete, dabei betrogen zu werden. Jaroszynski bat darum, sicherheitshalber verschiedene Originale ansehen zu dürfen. Der nichts ahnende Blank zeigte ihm bei den ersten Treffen nur einige kleinere Werte, was den bereits zum Mord entschlossenen Jaroszynski von der Tat abhielt. Als Blank seinem ehemaligen Schüler am 13. Februar 1827 aus seinem Depot mit acht fünfprozentigen Obligationen im Wert von 6100 Gulden Nominalwert wertvollere Dokumente zeigte, zog dieser ein Küchenmesser und ermordete ihn mit mehreren Hieben und Stichen. Die Wertpapiere nahm er an sich und setzte sie sofort in Bargeld um. Für die Wertpapiere erhielt er etwa 5.400 Gulden, beglich davon einen Teil seiner Schulden, kaufte einen Ring und finanzierte sein Abschiedsbankett.S. 26

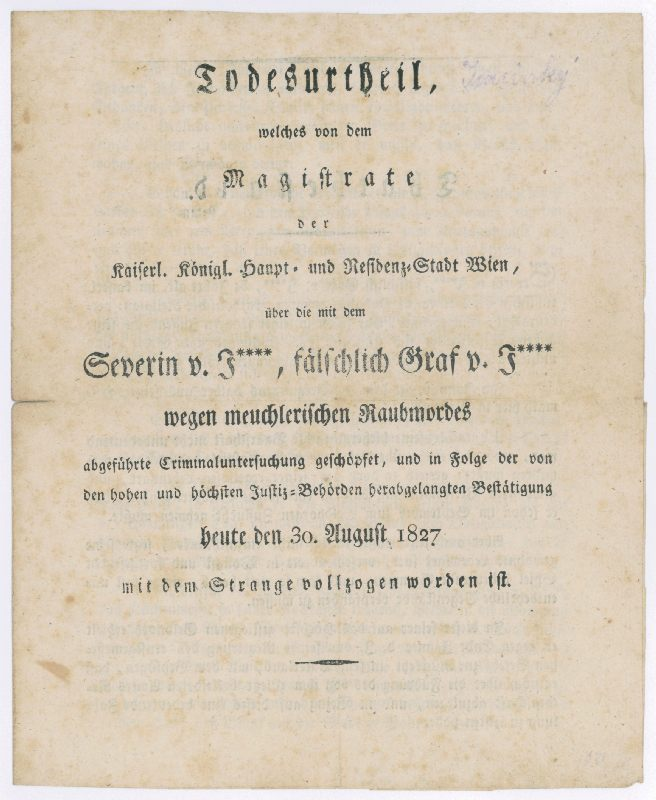
Todesurteil

### Aufklärung, Urteil und Hinrichtung
Als der sonst immer zuverlässige Blank nicht zur Vorlesung erschien, öffnete man seine Wohnung und fand seinen übel zugerichteten Leichnam. Zwar vermutete die Ermittlungsbehörde einen Raubmord, hatte aber zunächst keine Hinweise auf fehlende Wertgegenstände. Dann tauchte eine Liste der Wertpapiere Blanks auf, die man aber wiederum vergeblich suchte.
Über die von Jaroszynski anonym in Zahlung gegebenen Papiere kam man dennoch rasch auf seine Spur und verhaftete ihn schon vier Tage später am 16. Februar während seiner großen Abschiedsfeier. Zufällig bei derselben Gelegenheit waren die Vertreter der russischen Botschaft zugegen, die Jaroszynski ultimativ zur Rückreise bewegen wollten.
Jaroszynski bestritt zwar die Tat, erzählte aber in der Untersuchungshaft einem Mithäftling, dass er möglicherweise bei seinen Besuchen bei Blank von einer Frau gesehen worden sei. Die bald als Zeitungslieferantin ausfindig gemachte Frau sprach von einem ihr unheimlich erschienenen, in einen auffälligen blauen Mantel gekleideten Mann, den sie bei der Gegenüberstellung auch wiedererkannte.
Nach einem aufsehenerregenden nichtöffentlichen Prozess wurde das Todesurteil am 30. August des Jahres öffentlich an der Hinrichtungsstätte „Neuer Wiener Galgen“ am Wienerberg durch den Strang vollzogen. Die Zahl der Schaulustigen, die auf den Straßen und dem Richtplatz das Ereignis verfolgten, schätzte man auf mehr als 200.000, nicht eingerechnet diejenigen, die den traurigen Zug vom Fenster aus beobachten konnten.S. 39 Diese Zahl aus dem Roman „Therese Krones“ von Adolf Bäuerle wird allerdings in zeitgenössischen Berichten sonst nicht genannt.

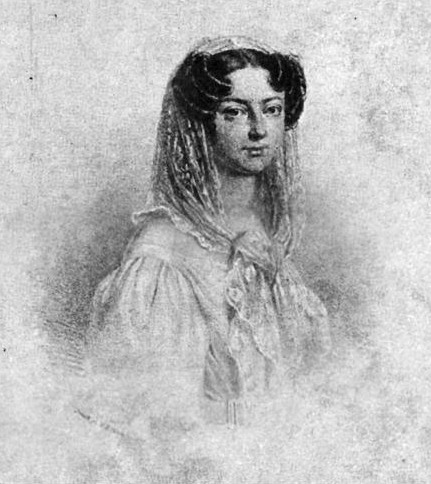
Therese Krones

## Gesellschaft
Aus seinen unzähligen Frauenbekanntschaften ist die zur beliebten Wiener Schauspielerin Therese Krones hervorzuheben, deren Lebensstil in der Öffentlichkeit ebenfalls als verschwendungssüchtig galt. Der Mordfall warf die ahnungslose 25-jährige Geliebte Jaroszynskis aus ihrer strahlenden Karriere. Sie verschwand aus dem gesellschaftlichen Leben Wiens und wollte ins Kloster gehen. Ferdinand Raimund gelang es nach mehreren Monaten des Bittens, sie ins Theater zurückzuholen.
Karl Haffner verarbeitete den aufsehenerregenden Kriminalfall literarisch in seinem Werk über Johann Nestroy und Wenzel Scholz.

## Berichterstattung
Schon bei der Hinrichtung äußerte der Untersuchungsrichter, dass der Fall „fast ganz Europa, wiewohl auf die schamloseste Art entstellt, durchlief“.S. 39
Der Fall Jaroszynski beschäftigt bis heute die Literatur. So gilt die Berichterstattung über die Tat selbst, die Ermittlungen, die Verurteilung und Jaroszynskis öffentliche Hinrichtung unter riesiger Anteilnahme als Musterbeispiel eines sensationslüsternen Journalismus mit Verzicht auf wahrheitsgetreue Wiedergabe von Fakten zugunsten publikumswirksamer übersteigerter Entrüstung. Als Kennzeichen sieht man das Hervorkehren von Details aus dem Privatleben bekannter Personen, – so hier der beliebten und gleichzeitig beneideten Schauspielerin Krones – sowie das Mythisieren einer dem einfachen Bürger fremden und geheimnisvollen Welt – hier des Theaters.S. 18
Ergänzend ist zu erwähnen, dass Carl Haffner den Stoff in den 1850er und 1860er Jahren nicht nur einem Roman, sondern auch in einem dramatischen Genrebild mit Gesang und Tanz (sozusagen eine Art volkstümlicher Operette) verarbeitete.
2009 produzierte der ORF ein dokumentarisches Hörspiel über den lange zurückliegenden Fall, der vom Autor Andreas Kloner mit Hilfe von Vernehmungsprotokollen und Zeitungsartikeln rekonstruiert wurde.